# Весцишовиці
Весцишовиці (пол. Wieściszowice) — село в Польщі, у гміні Марцишув Каменноґурського повіту Нижньосілезького воєводства.
Населення — 475 осіб (2011).
У 1975-1998 роках село належало до Єленьоґурського воєводства.

## Демографія
Демографічна структура станом на 31 березня 2011 року:
|          | Загалом | Допрацездатний вік | Працездатний вік | Постпрацездатний вік |
| -------- | ------- | ------------------ | ---------------- | -------------------- |
| Чоловіки | 238     | 60                 | 157              | 21                   |
| Жінки    | 237     | 46                 | 130              | 61                   |
| Разом    | 475     | 106                | 287              | 82                   |